# Límni Voulkariá
Límni Voulkariá är en sjö i Grekland.   Den ligger i prefekturen Nomós Aitolías kai Akarnanías och regionen Västra Grekland, i den centrala delen av landet, 270 km väster om huvudstaden Aten. 